# Svarthamar (berg i Västfjordarna)
Svarthamar är ett berg i republiken Island. Det ligger i regionen Västfjordarna, 220 km norr om huvudstaden Reykjavík. Toppen på Svarthamar är 781 meter över havet, eller 291 meter över den omgivande terrängen. Bredden vid basen är 16,2 km.
Trakten runt Svarthamar är nära nog obefolkad, med mindre än två invånare per kvadratkilometer. Närmaste större samhälle är Ísafjörður, nära Svarthamar. Trakten runt Svarthamar består i huvudsak av gräsmarker.